# Franciscan Missionaries of Our Lady University
La Franciscan Missionaries of Our Lady University è un'università privata di indirizzo cattolico con sede a Baton Rouge, nello stato americano della Louisiana.
L'Our Lady of the Lake College fu fondato nel 1923 dalle francescane missionarie di Nostra Signora della provincia nord-americana per la formazione delle religiose della congregazione che si preparavano al lavoro infermieristico nell'annesso sanatorio (Our Lady of the Lake Sanitarium). Il college fu elevato al rango di università e prese il nome di Franciscan Missionaries of Our Lady University nel 2016.